# Margarita Gidion

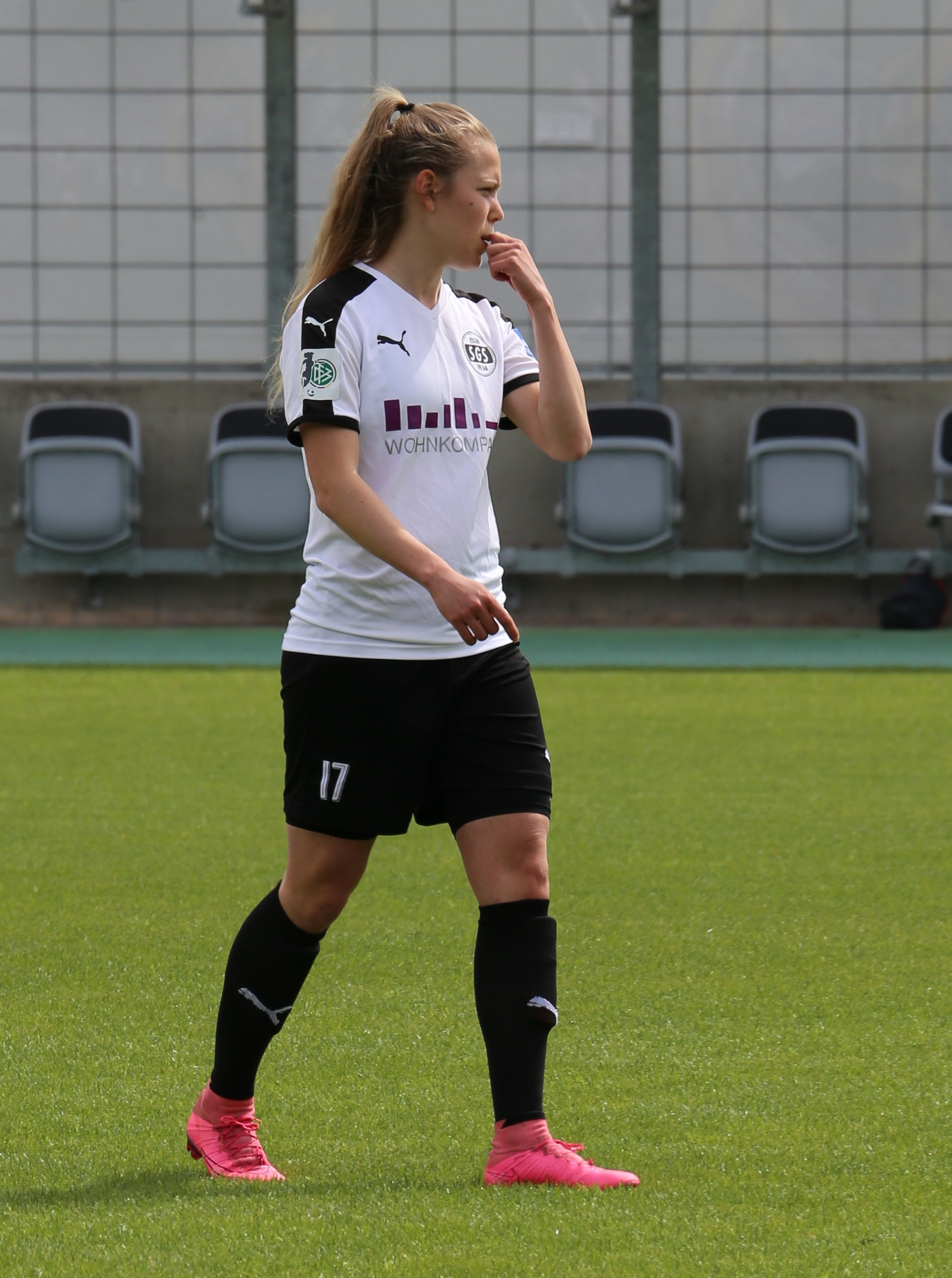
Gidion im Trikot der SGS Essen in der Bundesligabegegnung mit dem FC Bayern München am 21. Mai 2017

Margarita Gidion (* 18. Dezember 1994 in Lörrach) ist eine deutsche Fußballspielerin und ehemalige Nationalspielerin.

## Karriere

### Vereine
Margarita Gidion begann beim SV Schopfheim im Landkreis Lörrach mit dem Fußballspielen und wechselte im Sommer 2010 in die Jugendabteilung des SC Freiburg.
Zur Saison 2011/12 rückte sie in den Kader des Bundesligaaufsteigers auf, gehörte daneben jedoch weiterhin zum Kader der zweiten Mannschaft, die in der Regionalliga Süd spielte. Am 13. November 2011 (9. Spieltag) gab sie bei der 0:3-Niederlage im Heimspiel gegen den VfL Wolfsburg ihr Erstligadebüt, als sie in der 70. Minute für Mona Lohmann eingewechselt wurde. Ihr erstes Bundesligator erzielte sie am 25. März 2012 (16. Spieltag) beim 3:0-Sieg im Heimspiel gegen den 1. FC Lokomotive Leipzig mit dem Treffer zum 2:0 in der 74. Minute.
Am 8. Juni 2014 wurde sie neben acht weiteren Spielerinnen vor dem Spiel gegen den BV Cloppenburg in Freiburg verabschiedet. Zur Saison 2014/15 wechselte sie zum Ligakonkurrenten SGS Essen. Am 21. April 2017 verkündete der 1. FFC Frankfurt die Verpflichtung von Gidion mit Beginn der Saison 2017/2018. Im Mai 2020 wurde bekannt, dass Gidion in der nächsten Saison für den SV Werder Bremen spielt, der zu diesem Zeitpunkt den ersten Platz in der 2. Frauen-Bundesliga einnahm.
Am 31. Januar 2023 wurde sie als Neuzugang auf der vereinsinternen Website des Schweizer Erstligisten FC Basel willkommen geheißen. Nach jeweils acht Punktspielen in zwei Saisonen, in denen ihr ein Tor gelang, verließ sie den Verein.
Am 6. Juli 2024 wurde ihre Verpflichtung zur Saison 2024/25 zum Drittligisten FC Viktoria 1889 Berlin bekannt.

### Nationalmannschaft
Gidion debütierte im Nationaltrikot des DFB am 15. April 2009, als sie mit der U15-Nationalmannschaft 5:0 gegen die Auswahl der Niederlande gewann. Dabei erzielte sie – in der 69. Minute für Lena Petermann eingewechselt –  mit dem Treffer zum Endstand in der 80. Minute ihr erstes Länderspieltor.
Am 6. Juli 2010 bestritt sie im Turnier um den Nordic-Cup gegen die Auswahl Islands ihr einziges Länderspiel für die U16-Nationalmannschaft. 2013 wurde sie von Trainerin Maren Meinert in den 18-köpfigen Kader für die U19-Europameisterschaft in Wales berufen, bei der sie zu zwei Einsätzen kam und mit der Mannschaft das Halbfinale erreichte. Mit der U20-Nationalmannschaft nahm sie an der vom 5. bis 24. August 2014 in Kanada ausgetragenen Weltmeisterschaft teil, bestritt alle sechs Turnierspiele und wurde mit dem 1:0-Sieg n. V. im Finale gegen die Auswahl Nigerias Weltmeister. Am 5. Februar 2015 wurde sie von Bundestrainerin Silvia Neid erstmals – nach dem verletzungsbedingten Ausfall Josephine Hennings – in der A-Nationalmannschaft für das Turnier um den Algarve-Cup nachnominiert. Dort debütierte sie am 6. März 2015 in Vila Real de Santo António beim 2:0-Sieg über die Nationalmannschaft Chinas.

## Erfolge
- U20-Weltmeister 2014
- Nordic-Cup-Finalist 2010

## Sonstiges
Am 21. Dezember 2014 fand der 1. Maggi-Gidion-Cup statt, ausgetragen vom Verein SV Schopfheim, bei dem Margarita Gidion bis 2010 in der Jugend aktiv war.